# Gunningite
La gunningite è un minerale appartenente al gruppo della kieserite.